# القهوة في سياتل

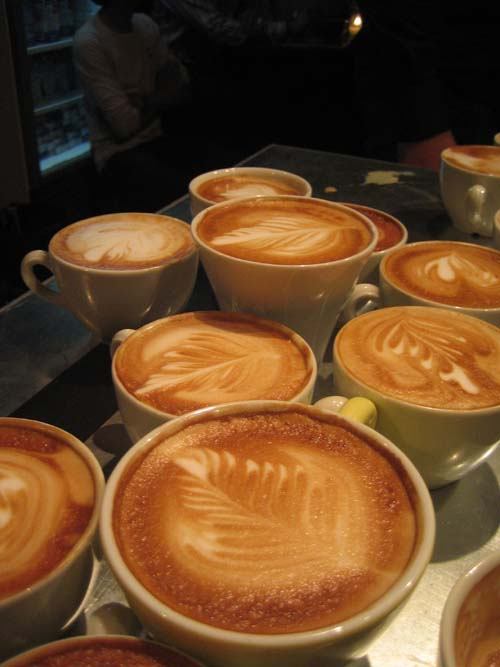
الفن الحليب

تعتبر سياتل مركزًا عالميًا لتحميص البن وإدارة سلسلة توريد القهوة لهذا السبب فإن الكثير من سكان المدينة هم من عشاق القهوة. تشتهر المدينة بثقافة القهوة الشهيره والعديد من المقاهي.

## استهلاك القهوة والثقافة
يستهلك الناس في سياتل القهوه أكثر من أي مدينة أمريكية أخرى ذكرت إحدى الدراسات أن هناك 35 مقهى لكل 100,000 ساكن، وان سكان سياتل ينفقون ما يعادل 36 دولارًا شهريًا على القهوة. فمن المستحيل المشي عبر مبنى واحد في منطقة تجارية في سياتل دون المرور بمقهى واحد على الأقل. يمكن لشاربي القهوة الحصول على القهوة في موقف الرصيف المحلي، ومواقف السيارات، والمقاهي الصغيرة، والمقاهي الكبيرة والتوصيل بالسيارة وحتى التوصيل.
تقدم العديد من مطاعم سياتل الإثيوبية درجة أو أخرى من تقاليد القهوة الإثيوبية، والتي تشمل القيام بالتحميص الخاص بهم. وتشمل هذه المقاهي مقهى جيبانا في بينهورست، بار النبيذ في وادي رينييه، وعدي أبابا في المنطقة الوسطى
في بداية العقد الأول من القرن الحادي والعشرين في سياتل، بدأ تطبيق مفهوم القهوة الذي يسمى باريستا البي كي ني من قبل العديد من المسوقين في جميع أنحاء المنطقة. اما توزيع القهوة في نموذج العمل هذا هو باريستا يرتدون ملابس صغيرة لتحضير القهوة وتقديمها.

## محامص
يقع المقر الرئيسي للعديد من شركات تحميص القهوة في سياتل، بما في ذلك قناة محامص القهوة، محمصة فونتي، محامصريفر تريل، قهوة أومبريا، تحميص إيطاليا، شركة فريمونت كوفي، هيركيمير كوفي، سياتل كوفي ووركس، قهوة كوما، كافيهأباسيوناتو، كافيه لادرو وتحميص لادرو، محمصات قهوة توب بوت، محمصات قهوة فيكتورلا، محامص منارة، وشركة محمصة قهوة وشاي زوكا تشمل السلاسل الوطنية النشطة في سياتل ما يلي:

### ستاربكس
ستاربكس أكبر بائع تجزئة للقهوة في سياتل، تم تأسيسه في عام 1971 في سوق بايك بلايس كمحمصة، لكنه أصبح لاحقا بار للإسبريسو. في عام 1984 تغيرت ملكية الشركة وبدأ هوارد شولتز في توسعًا دوليًا هائلاً كبيراً للشركة. في عام 2003، سيطرت ستاربكس على شركة سياتل للمحمصة الرائدة في سياتل بست كوفي (اس بي سي، في الأصل قهوة ستيوارت براذرز).

### قهوة تولي
قهوة تولي هي ثاني أكبر بائع تجزئة للقهوة في سياتل. أسس توم تولي أوكيف السلسلة في كنت ، واشنطن في عام 1992 لمنافسة التوسع في ستاربكس مع نموذج عمل بديل.

### شركة تحميص القهوة كافيه فيتا
تأسست شركة تحميص قهوة كافيه فيتا في عام 1995 لإنتاج قهوة حرفية ممتازة ولتنفيذ نموذج أخلاقي لإنتاج القهوة تجاوز نموذج أعمال التجارة العادله والحصول على حبوب البن مباشرة من المزارعين المنتجين لها.

### اسبريسو فيفاتشي
اسبريسو فيفاتشي عبارة عن مجموعة من المقاهي ومحمصة. تأسست القهوة عام 1988 على يد مهندس بوينج، يتم إنتاج القهوة وفقًا لمواصفات صارمة لتتناسب مع ذوق المالك وطعم الزبائن الذين يفضلون هذا المزيج المختلف.

### ستامبتاون
افتتحت محامص قهوة ستامبتاون ومقرها بورتلاند منشأة تحميص في سياتل في عام 2010 في 6 أكتوبر 2015، أُعلن أن قهوة بييتس ومقرها سان فرانسيسكو (قسم من شركة جاب الألمانية القابضة، منذ2012 سوف تستحوذ على ستامبتاون.

## المقاهي

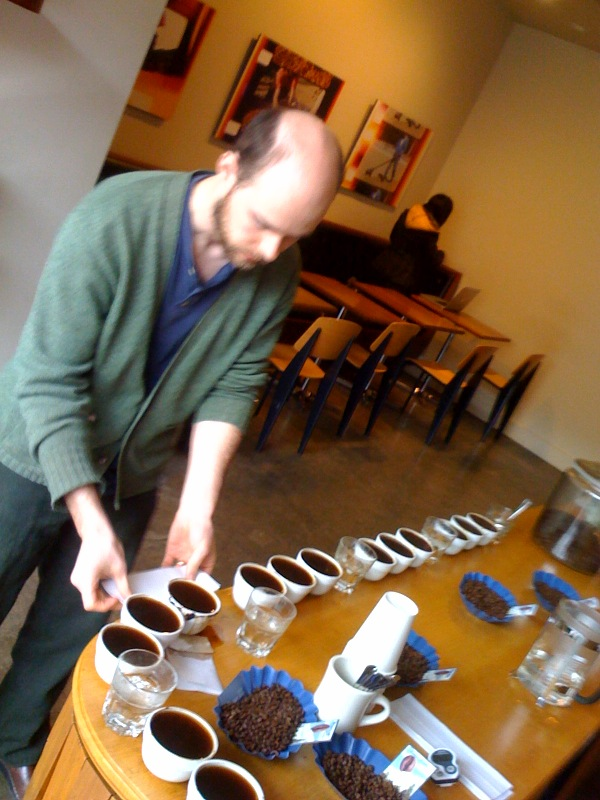
القهوة بالحجامة في Stumptown

تتضمن ثقافة المقاهي في سياتل سلاسل، مثل ستاربكس وقهوة توليز وأفضل قهوة في سياتل، بجانب العديد من المقاهي المملوكة بشكل مستقل. تشمل المقاهي المملوكة بشكل مستقل مقهى قهوة اليجرو، فن القهوة، قهوة أمبريلا، كافيه لادرو، كافيه فيتا، إسبرسو فيفاسي، مونوريل إسبرسو، وتوب بوت دوناتس، ومحامص قهوة الدردار، وقهوة سليت، وفيكتورولا، وقهوة زوكا.

### كافيه اليجرو
كافيه الجيرو هو مقهى يقع في حي الجامعة. عمل مؤسسها مع محامص ستاربكس لتطوير تحميص ستاربكس الأصلي، وهو أغمق من معظم أنواع التحميص الأخرى ولكنه لا يزال أخف من التحميص الأغمق لا يزال تحميص الإسبريسو هو عرض إسبريسو ستاربكس القياسي، ولكن تم تطويره لمقهى أليجرو.

### آخر خروج في بروكلين
كان المخرج الأخير في بروكلين عبارة عن مقهى افتتح في عام 1967 وأغلق في عام 2000. وكان مكانًا للتجمع لاعبي الشطرنجرفيعي المستوى والمثقفين، وعمل المالك على «إنشاء ملاذ حيث يرحب بالطلاب والمجنون الحميدون» وحيث «يشعر الجميع بالمساواة ولا توجد أبقار مقدسة».

### توب بوت دوناتس
تم تأسيس توب بوت دوناتس في عام 2002 في تلة الكابيتول كمخبز معجنات يقوم أيضًا بتحميص وبيع القهوة. وقد توسعت منذ ذلكالحين إلى مواقع عبر منطقة بوجيت ساوند ودالاس، تكساس
مقدمة إلى توب بوت دوناتس؛ تأسست باوهاوس في 5 أكتوبر 1993، وهي مشهورة بتصميمها غير المعتاد لمقهى، والذي طبقهمؤسسو توب بوت دوناتس لاحقًا على تصميمها. بينما تم إغلاق الموقع الأصلي في 5 أكتوبر 2013، تم افتتاح موقع كابيتول هيلجديد في وقت لاحق في ذلك العام، بعد موقعين جديدين في بالارد وغرين ليك. تم إغلاق الثلاثة بشكل مفاجئ في 13 ديسمبر2015. أعلن المالك جويل رادين الإفلاس في فبراير 2017

## تكنولوجيا القهوة
في عام 2007، أصدرت شركة معدات القهوة منتجًا يسمى البرسيم، والذي كان عبارة عن اله تقوم بتخمير فنجان واحد من القهوة في كل مرة. استحوذت شركة ستاربكس على الشركة التي تنتج الآن الكلوفر.

## أحداث القهوة
القهوة: عالم في فنجانك هو اسم معرض وسلسلة مجتمعية عرضت لأول مرة في سياتل خلال معظم عام 2009 في متحف بورك. يتضمن المعرض عروض المعدات في المتحف وسلسلة محاضرات مع محادثات في مواقع مختلفة حيث يتحدث الخبراء عن جوانبصناعة القهوة
أقيمت بطولة العالم للباريستا في سياتل في أبريل 2015. وكانت المسابقة والفائز بها ساسا سيستيك موضوع فيلم وثائقي رجل القهوة.

## قهوة سياتل في الثقافة الشعبية
في سلسلة إن بي سي فريزر غالبًا ما تُرى الشخصيات وهي تشرب القهوة في مقهى نيرفوسا الخيالي، والذي يُقال إنه مستوحى من مقهى إليوت باي الحقيقي.

## انظرأيضًا
- قهوة إسبريسو
- كافيه نيرو
- تحميص القهوة